# Marco Frigo
Marco Frigo (Bassano del Grappa, 2 de março de 2000) é um ciclista italiano que compete com a equipa Israel-Premier Tech.

## Biografia
Em 2020 uniu-se à equipa continental neerlandêsa SEG Racing Academy.

## Palmarés
- 2021
  - 1 etapa de Ronde d'Isard

- 2022
  - 1 etapa do Circuito das Ardenas

## Resultados em Grandes Voltas
| Corrida | Corrida         | 2020 | 2021 | 2022 | 2023 |
| ------- | --------------- | ---- | ---- | ---- | ---- |
|         | Giro d'Italia   | —    | —    | —    | 32.º |
|         | Tour de France  | —    | —    | —    | —    |
|         | Volta a Espanha | —    | —    | —    | —    |

—: não participa

Ab.: abandono

## Equipas
- SEG Racing Academy (2020-2021)
- Israel Cycling Academy (2022)
- Israel-Premier Tech (2023-)